# Клюйверт, Патрик
Па́трик Клю́йверт (Клайверт) (нидерл. Patrick Kluivertо файле, МФА: [ˈpɛtrɪk ˈklœyvərt]; род. 1 июля 1976, Амстердам) — нидерландский футболист, нападающий и тренер.

## Клубная карьера
Клюйверт был частью золотого поколения «Аякса» 1990-х годов. Он пришёл в «Аякс» из молодёжной академии, дебютировал во взрослой команде 21 августа 1994 года в возрасте 18 лет в Суперкубке Нидерландов против «Фейеноорда», в том же матче забил свой первый гол. В сезоне 1994/95 к «Аяксу» из молодёжной команды присоединились такие игроки, как Эдгар Давидс, Кларенс Зеедорф , Яри Литманен, Эдвин ван дер Сар, которые выиграли Лигу чемпионов УЕФА в сезоне 1994/95. Именно Клюйверт забил единственный мяч в ворота итальянского «Милана» на 85-й минуте финального матча.
В 1998 году Клюйверт отправился в «Барселону», где сразу же закрепился в основе и вместе с Ривалдо и Луишем Фигу сформировал мощный атакующий треугольник. С Клюйвертом Барселона выиграла в 1999 году чемпионат Испании. Всего за «Барсу» он сыграл 255 матчей и забил 120 голов. Уход футболиста из стана сине-гранатовых, вышел скомканным. Рецидивирующие травмы, не соблюдение режима тренировок, и, как отмечалось внутри клуба — «негативное влияние на партнёров по команде» — поставили точку в решении руководства клуба, расстаться с голландцем.
В 2004 году он отправился на Туманный Альбион. В «Ньюкасл Юнайтед» Клюйверт играл в атаке в паре с Аланом Ширером. Патрик начал ярко выступать за новый клуб, но постоянные травмы колена не позволили ему сыграть вторую часть сезона. Клюйверт не захотел подписывать новый контракт и решил вернуться в Испанию.
Новым клубом Клюйверта стала «Валенсия». Примечательно, что его контракт содержал пункт, позволявший клубу уволить футболиста в случае недисциплинированного поведения вне поля. Травма вновь помешала Патрику проявить себя, за «Валенсию» он сыграл всего 202 минуты и в конце сезона стал искать другой клуб, чему руководство «Валенсии» не препятствовало.
Несмотря на слухи о возвращении Клюйверта в родной «Аякс», новым клубом Патрика стал один из самых принципиальных соперников амстердамцев, «ПСВ Эйндховен», с которым футболист подписал контракт на год. Две травмы в первой половине сезона в очередной раз помешали Клюйверту чего-то добиться, в 16 сыгранных матчах он забил лишь трижды. В игре с «Аяксом» на стадионе «Филипс» Патрик не стал праздновать забитый им гол в ворота его бывшей команды. В конце сезона ни у ПСВ, ни у Клюйверта не оказалось желания продлевать контракт.
Отказавшись от приглашения «Шеффилд Уэнсдей», Клюйверт перешёл во французский «Лилль», в котором вновь не продемонстрировал былого уровня игры и по итогам сезона также не подписал новый контракт с клубом. Летом 2008 года Патрик перебрался в нидерландский клуб «АЗ», где работал помощником главного тренера Луи ван Гала. В сезоне 2009/10 продолжил свою тренерскую карьеру в «ПСВ», где работал с молодёжной командой. В сезоне 2010/11 перешёл в Неймеген, где тренировал нападающих. В том сезоне именно нападающий «Неймегена» Бьорн Влеминкс стал лидером бомбардирской гонки чемпионата Голландии.
С лета 2018 года входил в тренерский штаб Кларенса Зеедорфа в сборной Камеруна.

## Карьера в сборной
Первый матч за сборную под руководством Дика Адвоката сыграл 16 ноября 1994 года против сборной Чехии. Первый гол забил в матче отборочного турнира к чемпионату Европы 1996 в ворота Мальты.
Настоящим триумфом стал домашний для нидерландцев Евро-2000. Сборная «золотого поколения» показала феерическую игру в групповом турнире, в котором Клюйверт забил по голу сборной Дании и Франции, а затем нидерландцы напрочь разбили сборную Югославии со счётом 6:1 в четвертьфинале. Клюйверт забил в том матче 3 гола, до конца поединка оставался спорным вопрос, забивал ли он четвёртый, но после матча Патрик сказал, что Деян Говедарица срезал мяч в ворота. В итоге Клюйверт стал лучшим бомбардиром Евро-2000 (вместе с югославом Саво Милошевичем) с пятью голами, и вошёл в символическую сборную турнира. В полуфинале нидерланды уступили сборной Италии по пенальти (0:0; 1:3 пен.) и разделили в итоге 3—4 место. В том полуфинале в после матчевой серии пенальти единственным из голландцев смог переиграть блестяще игравшего Франческо Тольдо.
После этого карьера Клюйверта в сборной пошла на спад. Команда не прошла квалификацию на чемпионат мира в Японии и Корее, проиграв главным конкурентам — Португалии (0:2) и Ирландии (0:1). Не сыгравшись с другим форвардом, Рудом ван Нистелроем, Патрик стал выходить в основном на замену, и то в товарищеских матчах. На Евро-2004 в Португалии он стал единственным полевым игроком из заявленных на турнир, кто ни разу не вышел на поле. С тех пор, после назначения Марко ван Бастена главным тренером сборной, в сборную Патрик не вызывался с 2004 года. Последний гол за национальную команду Клюйверт забил в ворота сборной Молдавии 11 октября 2003 года, последний матч — против Ирландии 5 июня 2004 года.
За сборную Клюйверт сыграл 79 матчей (делит 7—8 место по количеству с Деннисом Бергкампом). Забив 40 мячей за сборную, он является вторым бомбардиром в её истории.

## Достижения

### Командные
«Аякс»
- Чемпион Нидерландов (2): 1994/95, 1995/96
- Обладатель Суперкубка Нидерландов (2): 1994, 1995
- Победитель Лиги чемпионов УЕФА: 1994/95
- Обладатель Суперкубка Европы: 1995
- Обладатель Межконтинентального Кубка: 1995
- Итого: 7 трофеев

«Барселона»
- Чемпион Испании: 1998/99
- Итого: 1 трофей

«ПСВ»
- Чемпион Нидерландов: 2006/07
- Итого: 1 трофей

### Личные достижения
- Талант года в Нидерландах 1995
- Обладатель Трофея «Браво»: 1995
- Лучший бомбардир чемпионата Европы: 2000 (5 голов)
- Входит в состав символической сборной чемпионата Европы 2000
- Рекордсмен сборной Нидерландов по количеству голов на чемпионатах Европы: 6 голов[7]
- Входит в список ФИФА 100

## Стиль игры
Несмотря на свой высокий рост, Клюйверт обладал отличными координацией и скоростью. Его филигранная техника и игра в одно касание закрепили за ним звание одного из лучших пасующих форвардов мира. Одним из сильных качеств голландца являлась игра на «втором этаже»
22 декабря 2002 года «Барселона» под руководством Луи ван Гала отправилась на «Son Moix», где в матче очередного тура Примеры, им предстояла встреча против «Мальорки». Матч завершился со счётом 4:0 в пользу «сине-гранатовых». Клюйверт оформил хет-трик. Свой третий мяч в игре голландец отправил в ворота пяткой, перебросив вратаря соперников Лео Франко. Этот гол считается одним из красивейших в истории футбола.

## Личная жизнь
Отец, Кеннет Рамон Клюйверт — выходец из Суринама, был профессиональным футболистом, мама уроженка острова Кюрасао. Первый брак Патрика был зарегистрирован в 2000 году — супруга Анжела ван Хюлтен. В семье появилось трое сыновей: Рюбен, Квинси и Джастин. Все трое сыновей пошли по стопам отца, тоже став футболистами — Рюбен выступает за французский «Олимпик Лион», Квинси за молодёжную команду «Витесса», а Джастин является игроком английского «Борнмута». Однако совместная жизнь супругов не сложилась, и Патрик женился второй раз. Его избранницей стала Росанна Лима, пара воспитывает сына Шейна, который тоже футболист.

## Статистика

### Выступления за клубы
| Выступление      | Выступление      | Выступление      | Лига | Лига | Кубок страны | Кубок страны | Еврокубки | Еврокубки | Другие | Другие | Итого | Итого |
| Клуб             | Лига             | Сезон            | Игры | Голы | Игры         | Голы         | Игры      | Голы      | Игры   | Голы   | Игры  | Голы  |
| ---------------- | ---------------- | ---------------- | ---- | ---- | ------------ | ------------ | --------- | --------- | ------ | ------ | ----- | ----- |
| Аякс             | Эредивизи        | 1994/95          | 25   | 18   | 2            | 1            | 10        | 2         | —      | —      | 37    | 21    |
| Аякс             | Эредивизи        | 1995/96          | 28   | 15   | 2            | 1            | 8         | 5         | —      | —      | 38    | 21    |
| Аякс             | Эредивизи        | 1996/97          | 17   | 6    | 1            | 0            | 4         | 2         | —      | —      | 22    | 8     |
| Аякс             | Итого            | Итого            | 70   | 39   | 5            | 2            | 22        | 9         | 0      | 0      | 97    | 50    |
| Милан            | Серия А          | 1997/98          | 27   | 6    | 6            | 3            | —         | —         | —      | —      | 33    | 9     |
| Милан            | Итого            | Итого            | 27   | 6    | 6            | 3            | 0         | 0         | 0      | 0      | 33    | 9     |
| Барселона        | Примера          | 1998/99          | 35   | 15   | 3            | 1            | 0         | 0         | —      | —      | 38    | 16    |
| Барселона        | Примера          | 1999/00          | 26   | 15   | 2            | 1            | 14        | 7         | 2      | 2      | 44    | 25    |
| Барселона        | Примера          | 2000/01          | 31   | 18   | 5            | 2            | 12        | 5         | —      | —      | 48    | 25    |
| Барселона        | Примера          | 2001/02          | 33   | 18   | 0            | 0            | 17        | 7         | —      | —      | 50    | 25    |
| Барселона        | Примера          | 2002/03          | 36   | 16   | 0            | 0            | 15        | 5         | —      | —      | 51    | 21    |
| Барселона        | Примера          | 2003/04          | 21   | 8    | 2            | 0            | 3         | 2         | —      | —      | 26    | 10    |
| Барселона        | Итого            | Итого            | 182  | 90   | 12           | 4            | 61        | 26        | 2      | 2      | 257   | 122   |
| Ньюкасл Юнайтед  | Премьер-лига     | 2004/05          | 25   | 6    | 6            | 2            | 6         | 5         | —      | —      | 37    | 13    |
| Ньюкасл Юнайтед  | Итого            | Итого            | 24   | 6    | 6            | 2            | 6         | 5         | 0      | 0      | 36    | 13    |
| Валенсия         | Примера          | 2005/06          | 10   | 1    | 1            | 0            | —         | —         | —      | —      | 11    | 1     |
| Валенсия         | Итого            | Итого            | 10   | 1    | 1            | 0            | 0         | 0         | 0      | 0      | 11    | 1     |
| ПСВ              | Эредивизи        | 2006/07          | 16   | 3    | 2            | 0            | 3         | 0         | —      | —      | 21    | 3     |
| ПСВ              | Итого            | Итого            | 16   | 3    | 2            | 0            | 3         | 0         | 0      | 0      | 21    | 3     |
| Лилль            | Лига 1           | 2007/08          | 13   | 4    | 1            | 0            | —         | —         | —      | —      | 14    | 4     |
| Лилль            | Итого            | Итого            | 13   | 4    | 1            | 0            | 0         | 0         | 0      | 0      | 14    | 4     |
| Всего за карьеру | Всего за карьеру | Всего за карьеру | 343  | 149  | 33           | 11           | 92        | 40        | 2      | 2      | 470   | 202   |

### Матчи Клюйверта за сборную Нидерландов
| Матчи Клюйверта за сборную Нидерландов | Матчи Клюйверта за сборную Нидерландов | Матчи Клюйверта за сборную Нидерландов | Матчи Клюйверта за сборную Нидерландов | Матчи Клюйверта за сборную Нидерландов | Матчи Клюйверта за сборную Нидерландов |
| -------------------------------------- | -------------------------------------- | -------------------------------------- | -------------------------------------- | -------------------------------------- | -------------------------------------- |
| №                                      | Дата                                   | Соперник                               | Счёт                                   | Голы Клюйверта                         | Соревнование                           |
| 1                                      | 16 ноября 1994                         | Чехия                                  | 0:0                                    | —                                      | Чемпионат Европы 1996 (отбор)          |
| 2                                      | 29 марта 1995                          | Мальта                                 | 4:0                                    | 1                                      | Чемпионат Европы 1996 (отбор)          |
| 3                                      | 26 апреля 1995                         | Чехия                                  | 1:3                                    | —                                      | Чемпионат Европы 1996 (отбор)          |
| 4                                      | 7 июня 1995                            | Беларусь                               | 0:1                                    | —                                      | Чемпионат Европы 1996 (отбор)          |
| 5                                      | 11 октября 1995                        | Мальта                                 | 4:0                                    | —                                      | Чемпионат Европы 1996 (отбор)          |
| 6                                      | 13 декабря 1995                        | Ирландия                               | 2:0                                    | 2                                      | Чемпионат Европы 1996 (отбор)          |
| 7                                      | 10 июня 1996                           | Шотландия                              | 0:0                                    | —                                      | Чемпионат Европы 1996                  |
| 8                                      | 13 июня 1996                           | Швейцария                              | 2:0                                    | —                                      | Чемпионат Европы 1996                  |
| 9                                      | 18 июня 1996                           | Англия                                 | 1:4                                    | 1                                      | Чемпионат Европы 1996                  |
| 10                                     | 22 июня 1996                           | Франция                                | 0:0 (4:5 пен.)                         | —                                      | Чемпионат Европы 1996                  |
| 11                                     | 14 декабря 1996                        | Бельгия                                | 3:0                                    | —                                      | Чемпионат мира 1998 (отбор)            |
| 12                                     | 26 февраля 1997                        | Франция                                | 1:2                                    | —                                      | Товарищеский матч                      |
| 13                                     | 29 марта 1997                          | Сан-Марино                             | 4:0                                    | 1                                      | Чемпионат мира 1998 (отбор)            |
| 14                                     | 2 апреля 1997                          | Турция                                 | 0:1                                    | —                                      | Чемпионат мира 1998 (отбор)            |
| 15                                     | 6 сентября 1997                        | Бельгия                                | 3:1                                    | 1                                      | Чемпионат мира 1998 (отбор)            |
| 16                                     | 11 октября 1997                        | Турция                                 | 0:0                                    | —                                      | Чемпионат мира 1998 (отбор)            |
| 17                                     | 24 февраля 1998                        | Мексика                                | 3:2                                    | 2                                      | Товарищеский матч                      |
| 18                                     | 27 мая 1998                            | Камерун                                | 0:0                                    | —                                      | Товарищеский матч                      |
| 19                                     | 1 июня 1998                            | Парагвай                               | 5:1                                    | 1                                      | Товарищеский матч                      |
| 20                                     | 5 июня 1998                            | Нигерия                                | 5:1                                    | 2                                      | Товарищеский матч                      |
| 21                                     | 13 июня 1998                           | Бельгия                                | 0:0                                    | —                                      | Чемпионат мира 1998                    |
| 22                                     | 4 июля 1998                            | Аргентина                              | 2:1                                    | 1                                      | Чемпионат мира 1998                    |
| 23                                     | 7 июля 1998                            | Бразилия                               | 1:1 (2:4 пен.)                         | 1                                      | Чемпионат мира 1998                    |
| 24                                     | 11 июля 1998                           | Хорватия                               | 1:2                                    | —                                      | Чемпионат мира 1998                    |
| 25                                     | 10 октября 1998                        | Перу                                   | 2:0                                    | —                                      | Товарищеский матч                      |
| 26                                     | 13 октября 1998                        | Гана                                   | 0:0                                    | —                                      | Товарищеский матч                      |
| 27                                     | 18 ноября 1998                         | Германия                               | 1:1                                    | —                                      | Товарищеский матч                      |
| 28                                     | 10 февраля 1999                        | Португалия                             | 0:0                                    | —                                      | Товарищеский матч                      |
| 29                                     | 31 марта 1999                          | Аргентина                              | 1:1                                    | —                                      | Товарищеский матч                      |
| 30                                     | 5 июня 1999                            | Бразилия                               | 2:2                                    | 1                                      | Товарищеский матч                      |
| 31                                     | 8 июня 1999                            | Бразилия                               | 1:3                                    | —                                      | Товарищеский матч                      |
| 32                                     | 18 августа 1999                        | Дания                                  | 0:0                                    | —                                      | Товарищеский матч                      |
| 33                                     | 4 сентября 1999                        | Бельгия                                | 5:5                                    | 3                                      | Товарищеский матч                      |
| 34                                     | 9 октября 1999                         | Бразилия                               | 2:2                                    | —                                      | Товарищеский матч                      |
| 35                                     | 13 ноября 1999                         | Чехия                                  | 1:1                                    | —                                      | Товарищеский матч                      |
| 36                                     | 23 февраля 2000                        | Германия                               | 2:1                                    | 1                                      | Товарищеский матч                      |
| 37                                     | 29 марта 2000                          | Бельгия                                | 2:2                                    | 2                                      | Товарищеский матч                      |
| 38                                     | 26 апреля 2000                         | Шотландия                              | 0:0                                    | —                                      | Товарищеский матч                      |
| 39                                     | 27 мая 2000                            | Румыния                                | 2:1                                    | 1                                      | Товарищеский матч                      |
| 40                                     | 4 июня 2000                            | Польша                                 | 3:1                                    | 2                                      | Товарищеский матч                      |
| 41                                     | 11 июня 2000                           | Чехия                                  | 1:0                                    | —                                      | Чемпионат Европы 2000                  |
| 42                                     | 16 июня 2000                           | Дания                                  | 3:0                                    | 1                                      | Чемпионат Европы 2000                  |
| 43                                     | 21 июня 2000                           | Франция                                | 3:2                                    | 1                                      | Чемпионат Европы 2000                  |
| 44                                     | 25 июня 2000                           | Югославия                              | 6:1                                    | 3                                      | Чемпионат Европы 2000                  |
| 45                                     | 29 июня 2000                           | Италия                                 | 0:0 (1:3 пен.)                         | —                                      | Чемпионат Европы 2000                  |
| 46                                     | 2 сентября 2000                        | Ирландия                               | 2:2                                    | —                                      | Чемпионат мира 2002 (отбор)            |
| 47                                     | 7 октября 2000                         | Кипр                                   | 4:0                                    | 1                                      | Чемпионат мира 2002 (отбор)            |
| 48                                     | 11 октября 2000                        | Португалия                             | 0:2                                    | —                                      | Чемпионат мира 2002 (отбор)            |
| 49                                     | 15 ноября 2000                         | Испания                                | 2:1                                    | —                                      | Товарищеский матч                      |
| 50                                     | 28 февраля 2001                        | Турция                                 | 0:0                                    | —                                      | Товарищеский матч                      |
| 51                                     | 24 марта 2001                          | Андорра                                | 5:0                                    | 1                                      | Чемпионат мира 2002 (отбор)            |
| 52                                     | 28 марта 2001                          | Португалия                             | 2:2                                    | 1                                      | Чемпионат мира 2002 (отбор)            |
| 53                                     | 25 апреля 2001                         | Кипр                                   | 4:0                                    | 1                                      | Чемпионат мира 2002 (отбор)            |
| 54                                     | 2 июня 2001                            | Эстония                                | 4:2                                    | 1                                      | Чемпионат мира 2002 (отбор)            |
| 55                                     | 15 августа 2001                        | Англия                                 | 2:0                                    | —                                      | Товарищеский матч                      |
| 56                                     | 1 сентября 2001                        | Ирландия                               | 0:1                                    | —                                      | Чемпионат мира 2002 (отбор)            |
| 57                                     | 5 сентября 2001                        | Эстония                                | 5:0                                    | —                                      | Чемпионат мира 2002 (отбор)            |
| 58                                     | 10 ноября 2001                         | Дания                                  | 1:1                                    | —                                      | Товарищеский матч                      |
| 59                                     | 13 февраля 2002                        | Англия                                 | 1:1                                    | 1                                      | Товарищеский матч                      |
| 60                                     | 27 марта 2002                          | Испания                                | 1:0                                    | —                                      | Товарищеский матч                      |
| 61                                     | 21 августа 2002                        | Норвегия                               | 1:0                                    | —                                      | Товарищеский матч                      |
| 62                                     | 7 сентября 2002                        | Беларусь                               | 3:0                                    | 1                                      | Чемпионат Европы 2004 (отбор)          |
| 63                                     | 16 октября 2002                        | Австрия                                | 3:0                                    | —                                      | Чемпионат Европы 2004 (отбор)          |
| 64                                     | 20 ноября 2002                         | Германия                               | 3:1                                    | 1                                      | Товарищеский матч                      |
| 65                                     | 12 февраля 2003                        | Аргентина                              | 1:0                                    | —                                      | Товарищеский матч                      |
| 66                                     | 29 марта 2003                          | Чехия                                  | 1:1                                    | —                                      | Чемпионат Европы 2004 (отбор)          |
| 67                                     | 2 апреля 2003                          | Молдова                                | 2:1                                    | —                                      | Чемпионат Европы 2004 (отбор)          |
| 68                                     | 30 апреля 2003                         | Португалия                             | 1:1                                    | 1                                      | Товарищеский матч                      |
| 69                                     | 7 июня 2003                            | Беларусь                               | 2:0                                    | 1                                      | Чемпионат Европы 2004 (отбор)          |
| 70                                     | 20 августа 2003                        | Бельгия                                | 1:1                                    | —                                      | Товарищеский матч                      |
| 71                                     | 6 сентября 2003                        | Австрия                                | 3:1                                    | 1                                      | Чемпионат Европы 2004 (отбор)          |
| 72                                     | 10 сентября 2003                       | Чехия                                  | 1:3                                    | —                                      | Чемпионат Европы 2004 (отбор)          |
| 73                                     | 11 октября 2003                        | Молдова                                | 5:0                                    | 1                                      | Чемпионат Европы 2004 (отбор)          |
| 74                                     | 15 ноября 2003                         | Шотландия                              | 0:1                                    | —                                      | Чемпионат Европы 2004 (отбор)          |
| 75                                     | 19 ноября 2003                         | Шотландия                              | 6:0                                    | —                                      | Чемпионат Европы 2004 (отбор)          |
| 76                                     | 28 апреля 2004                         | Греция                                 | 4:0                                    | —                                      | Товарищеский матч                      |
| 77                                     | 29 мая 2004                            | Бельгия                                | 0:1                                    | —                                      | Товарищеский матч                      |
| 78                                     | 1 июня 2004                            | Фарерские острова                      | 3:0                                    | —                                      | Товарищеский матч                      |
| 79                                     | 5 июня 2004                            | Ирландия                               | 0:1                                    | —                                      | Товарищеский матч                      |

Итого: 79 матчей / 40 голов; 39 побед, 25 ничьих, 15 поражений.